# بيتي بوثرويد

منحت الملكة البريطانية السابقة إليزابيث الثانية بيتي وسام الاستحقاق عام 2005

بيتي بوثرويد، (بالإنجليزية: Betty Boothroyd) سياسية بريطانية من حزب العمال، وتعد أول امرأة تتولى منصب رئاسة مجلس العموم في المملكة المتحدة عام 1992 وظلت في منصبها حتى تقاعدت عام 2000، واحتفظت بمقعدها في البرلمان عن حزبها لـ 27 عاماً (1973-2000).

## بداياتها
ولدت بيتي بوثرويد عام 1929 في بلدة ديوسبري، بمقاطعة يوركشاير في شمال إنجلترا، لوالدين يعملان في صناعة النسيج، وتأثرت بوالدها الذي كان نقابياً، وكانت تقول "أنها خرجت من الرحم إلى الحركة العمالية" في إشارة إلى تأثرها ببيئتها العائلية.
عاشت بوثرويد حياة قاسية لأسرة فقيرة، التحقت بكلية ديوسبري للتجارة والفنون بعد انهائها تعليمها المبكر واحترافها الرقص، وانضمت عام 1946 إلى فرقة "راقصات تايلر" كراقصة محترفة، لتؤدي عروضاً تلفزيونية، إلا أنها توقفت عن الرقص بعد ستة أعوام بسبب معاناتها للالتهاب في قدمها.

## مسيرتها السياسية
في بداية خمسينيات القرن العشرين، انخرطت بيتي بوثرويد في العمل السياسي، بعد انتقالها إلى لندن، حيث عملت سكرتيرة لحساب ممثلي حزب العمال في البرلمان؛ باربرا كاسل وجيفري دي فريتاس. كما أخفقت مرتين في الوصول إلى البرلمان، حيث كانت المحاولة الأولى عام 1957 عن منطقة ليستر ساوث إيست، وكانت الثانية عام 1959 عن منطقة بيتربورو.
اتجهت بعدها إلى الولايات المتحدة الأمريكية عام 1960، وشاركت في مراقبة الحملة الرئاسية للرئيس الأمريكي الأسبق جون كينيدي، كما عملت بعدها مساعدة للنائب الأميركي سيلفيو كونتي.
وعادت إلى المملكة المتحدة بعامين من مغادرتها، وعملت مساعدة لنواب من حزب العمال، حتى توجت محاولتها الثالثة للترشح في البرلمان بالنجاح، حيث فازت عام 1973 في الانتخابات البرلمانية عن منطقة عن وست برومويتش، بعد أن نجحت في بالفوز في مقعد بالمجلس المحلي لمقاطعة هامرسميث بورو عام 1965.

## في البرلمان
سرعان ما استطاعت بوثرويد من توسيع نفوذها في البرلمان البريطاني، إذ عينت في لجنة الشؤون الخارجية ومجلس الرؤساء المتحدثين عام 1979. وفي عام 1987 عينت نائبة لرئيس مجلس العموم البريطاني، حتى أصبحت أول امرأة تتولى رئاسة المجلس طيلة تاريخه. ووصفتها صحيفة فاينينشال تايمز بـ"أول امرأة تتولى رئاسة مجلس العموم طيلة 700 عاماً الماضية". وتقول عنها صحيفة الغارديان بأنها "ذات أسلوب واقعي وساخر وخاضت معركة صعبة".

## الانجازات
- حصلت بيتي بوثرويد على لقب البارونة بوثرويد من ساندويل في مقاطعة ويست ميدلاندز عام 2001
- منحتها الملكة البريطانية السابقة إليزابيث الثانية وسام الاستحقاق عام 2005
- حصلت على دكتوراه فخرية في القانون المدني من جامعة جامعة مدينة لندن عام 1993.
- عملت مستشارة جامعة للجامعة المفتوحة من 1994 حتى عام 2006.
- عملت زميلة فخرية في كلية "سانت هيو" بجامعة أكسفورد، عام 1999. وكانت صورها جزءا من مجموعة الفنون البرلمانية بين عامي 1994 و1999.

## وفاتها
توفيت بيتي بوثرويد في فبراير من عام 2023، عن عمر ناهز 93 عاماً، في مستشفى كامبريدج في جنوب إنجلترا، ولم تتزوج ولم تنجب أطفالاً، وكانت حزينة لذلك. ونعاها رئيس مجلس العموم، ليندسي هويل بالقول إنها "لم تكن امرأة ملهمة فحسب ، بل كانت أيضًا سياسية ملهمة"، وأضاف "أن تكون أول امرأة رئيسة للمجلس، كان حقًا أمرا رائدًا وقد كسرت هذا السقف الزجاجي". وقال رئيس الوزراء البريطاني ريشي سوناك إنها كانت "امرأة رائعة ومصدر إلهام، جلبت العاطفة والذكاء والإحساس بالعدالة للسياسة.